# Ahlam Muhammad Fu’ad
Ahlam Muhammad Fu’ad (arab. أحلام محمد فؤاد ; ur. 1 października 1982) – egipska zapaśniczka walcząca w stylu wolnym. Ósma w Pucharze Świata w 2002 roku.